# Mártonfi Ferenc
Mártonfi Ferenc (Budapest, 1945. június 13. – Budapest, 1991. június 20.) magyar nyelvész, sinológus, aki Kenesei István megfogalmazása szerint „gimnazista korában is poliglott nyelvészpalántából kiemelkedő fonológussá és sinológussá vált”. Kiemelkedő tevékenységet végzett a sinológia és a koreanisztika területén, többek között az ő munkásságán alapszik a koreai nyelv magyaros átírásának rendszere.

## Élete és pályafutása
Gyerekkorában kitűnő tanuló volt, a Kölcsey Ferenc Gimnáziumban tanult, már ekkor érdekelték az idegen nyelvek, az orosz mellett olaszt, ógörögöt és latint is tanult. Dalos György költőről írt tanulmánya lehetővé tette, hogy felvételi nélkül menjen egyetemre.
Gimnazistaként kezdte el érdekelni a kínai nyelv, először a TIT nyelvtanfolyamának keretei között hallgatta, majd 1963-ban az ELTE kínai–orosz szakára vették fel. 1965-ben az orosz szakot leadta, és matematikai nyelvészetet vett fel helyette. Egyetemi tanulmányai alatt a japán nyelvet is elsajátította.
1968-ban végzett, ekkor ösztöndíjat kapott Kínába, kiutazni azonban a magyar–kínai diplomáciai kapcsolatok romlása miatt nem tudott. Helyette ösztöndíjat ajánlottak neki Észak-Koreába, ahol a Kim Ir Szen Egyetemen töltött két évet, és megtanult koreaiul.
1970-ben tért vissza Magyarországra, a Szegedi Egyetem Általános és Alkalmazott Nyelvészeti Tanszékén kezdett el dolgozni, majd 1972-ben az ELTE Kínai és Kelet-ázsiai Tanszékére került. Ő tartotta az egyetemen az első koreai nyelvórákat. 1991-ben, otthonában hunyt el; halálának oka keringési összeomlás volt.
Tanítványai közé tartoztak például Hamar Imre és Bartos Huba sinológusok.
Mártonfi első házasságát Vihar Judit irodalomtörténész-műfordítóval kötötte meg (1968–1977; gyermekük Mártonfi Attila nyelvész), második házasságát pedig Székács Eszterrel. Székács Eszter unokaöccse Csoma Mózes, aki Mártonfihoz hasonlóan szintén koreanista.

## Ismertebb publikációi
- A koreai írás története és szerkezete, Keletkutatás. Tanulmányok az orientalisztika köréből. Kőrösi Csoma Társaság, 113-146. o. (1973)
- A rögzített nyelv – az írás, Minerva Nagy Képes Enciklopédia: Település, városiasodás, az emberi kommunikáció, 254-272. o. (1975)
- szerk.: Ligeti Lajos: A koreai nyelv, Keleti nevek magyar helyesírása. Budapest: Akadémiai Kiadó, 483–498. o. (1981)
- Koreai irodalom. Korai irodalmi formák. Világirodalmi lexikon VI. (Kamc–Lane). Főszerk. Király István. Budapest: Akadémiai. 1979.   571–577. o. ISBN 963-05-1803-1  (ezen felül több, japán és koreai irodalommal foglalkozó szócikk ugyanitt)

### Bibliográfia
összeállította [[Iványi Tamás]]
(1971) “A kínai szófaj kérdéséhez (A szófaj mint különös)”, Magyar Filozófiai Szemle XV, (1–2), pp. 242–257.
(1972) “A tiszteletiség kifejezési formáiról a kelet- és délkelet-ázsiai nyelvekben (A koreai verbum finitum szociolingvisztikai vonatkozásai)”, Általános Nyelvészeti Tanulmányok VIII, pp. 159–180.
(1972) “A személy-fogalom helye és szerepe a koreaiban”, Néprajz és Nyelvtudomány XV–XVI, pp. 101–108.
(1972) “On Sino-Korean Finals”, Acta Orientalia Hungarica XXV (1–3), pp. 83–99.
(1972) “Topic–Comment Analysis in Chinese” felolvasva: Comference on Mathematical and Computational Linguistics, Prague (Kéziratban).
(1973) “On Some Problems of a Generative Phonology of Middle Sino-Korean”, Acta Orientalia Hungarica XXVI (2–3), pp. 299–307.
(1973) “Vannak-e szófajok a kínai nyelvben?”, Nyelvtudományi Közlemények LXXV, pp. 177–203.
(1973) “Az 'r' és 'l' hang helye, különös tekintettel a kelet-ázsiai nyelvekre”, felolvasva a Szegedi Interdiszciplináris Fonetikai “r-l” Hang Konferencián. (Kéziratban.)
(1974) “A koreai írás rendszere és története”, Keletkutatás 1973, pp. 113–146.
(1974) “A fonológia kreatív alkotórésze (Fonológiai automata a generatív grammatikában)”, Általános Nyelvészeti Tanulmányok X, pp. 83–114.
(1974) “Nyelvészeti megjegyzések a beszédérthetőségi vizsgálatokhoz”, Kép- és Hangtechnika XX (4), pp. 109–112 és p. 124.
(1974) “Yi-ching’s Buddhist Sanskrit–Chinese Glossary: A Source for T’ang Phonology (part two)”, Acta Oreientalia Hungarica XXIX (1), pp. 15–53.
(1975) “Yi-ching’s Buddhist Sanskrit–Chinese Glassary: A source for T’ang Phonology (part two)”, Acta Oreientalia Hungarica XXIX (2), pp. 225–246.
(1975) “Generatív nyelvelmélet”, Világirodalmi lexikon III., pp. 484–489. (társszerző: Szépe György).
(1975) „A rögzített nyelv – az írás”, Minerva Nagy Képes Enciklopédia: Település, városiasodás, az emberi kommunikáció, pp. 254–272. Budapest.
(1977) „Tizennégy hjangga (A koreai nyelvű költészet legrégibb fennmaradt darabjai)”, Keletkutatás 1976/77, pp. 21–34.
(1977) „On Conceptions of ‘Parts of Speech’ in Chinese and Generative Grammar (Parts of Speech to be Buried)”, Acta Orientalia Hungarica XXXI (3), pp. 279–310.
(1977) „Fonológia és nyelvszövetségek, avagy a korszerű nyelvészetről (Recenzió és esszé)”, Nyelvtudományi Közlemények LXXIX (1–2), pp. 399–423.
(1978) Előhang három tételben (Előszótervezet a Fiatal Nyelvészek Munkaközössége által írt Segédkönyv a középiskolai nyelvoktatáshoz c. kötethez). (Kéziratban).
(1978) „Jövevényszavak hangalakjának meghatározása fonológiai automatával”, Általános Nyelvészeti Tanulmányok XII, pp. 185–220.
(1979) „Koreai irodalom. Korai irodalmi formák”, (Király István szerk.): Világirodalmi Lexikon Bp. pp. 571–577. (egyéb, koreai és japán irodalommal foglalkozó szócikkeinek száma több tucat e műben)
(1980) „Nyelvészet és verscsinálás”, Ismétlődés a művészetben: Opus, Irodalomelméleti Tanulmányok 5. (szerk. Horváth Iván és Veress András) pp. 191–243. Budapest.
(1981) “Koreai nyelv”, (Ligeti Lajos szerk.): Keleti nevek magyar helyesírása, pp. 483–498. Budapest.
(1984) “Két jel viszonya – nyelvi jeleken és írásjegyeken példázva”, Általános Nyelvészeti Tanulmányok XIV.
(1985) “Elvetélt ötletek egy magyar–kínai szótár ügyében”, Kína kultúrája Magyarországon, Történelem és Kultúra 2. köt., szerk. Ferenczy Mária. pp. 65–74. Budapest.
(1992) “Az írástól a versig”. Összegyűjtött tanulmányok (Iványi Tamás szerk.). Kőrösi Csoma Társaság: Budapest.
Mártonfi Ferenc fordításai
(1973) André Martinet: A nyelvfejlődés kutatásának szempontjai, (Szépe György szerk.): A nyelvtudomány ma. pp. 345–392. Budapest.
(1975) Samuel R. Martin: A beszéd szintjei Japánban és Koreában, (Pap Mária – Szépe György szerk.): Társadalom és nyelv, pp. 339–358. Budapest.
(1975) Roger Brown-Albert Gilman: A hatalom és szolidaritás névmásai, (Pap Mária – Szépe György szerk.): Társadalom és nyelv, pp. 359–388. Budapest.